# Dornzikaden
Die Dornzikaden (Umbonia) ist eine Gattung der Buckelzirpen mit 15 Arten, zum Teil auch Dornzikaden (engl. thorn bugs) genannt.
Die Gattung Umbonia kommt vor allem im nördlichen Süd- und Mittelamerika und in Mexiko vor (Neotropis). Mehrere Arten sind auch aus den Subtropen von Nordamerika bekannt, darunter Umbonia crassicornis.
Diese Zikaden sind relativ groß und auffällig, ca. 9 bis 17 mm lang. Die Männchen sind etwas kleiner als die Weibchen. Die Tiere sind meist gelblich oder grünlich gefärbt, selten rötlich. Der Kopf und das Pronotum haben eine oder mehrere charakteristische rote Linien. Das Pronotum hat meistens eine deutliche (nach vorne oder hinten gerichtete) Spitze („Dorn“), und nach hinten einen spitzen Fortsatz der gewöhnlich das Hinterende der Flügel nicht erreicht. Oft sind auch vorne seitlich zwei kleinere Fortsätze ausgebildet. Die Flügel sind gewöhnlich zum Teil vom hinteren Pronotum-Fortsatz bedeckt. Ihre fünf Apicalzellen zeigen meist deutliche parallele Adern. Die ähnlichen Zikaden der Gattung Alchisme sind meist etwas kleiner und sie haben deutlichere seitliche Fortsätze.
Die Umbionia-Zikaden sind meistens in Gruppen zu finden, die Weibchen bleiben bei ihren Jungen, beschützen und verteidigen sie. Sie ernähren sich meistens an Fabaceae, insbesondere an der Gattung Inga.